# Derek B
Derek B, właśc. Derek Bowland (ur. 15 stycznia 1965 w Londynie, zm. 15 listopada 2009 tamże) – brytyjski raper.
Wychował się na muzyce The Who, jak również na bardziej konwencjonalnym murzyńskim brzmieniu Arethy Franklin, Ala Greena czy Boba Marleya. Karierę zaczynał w wieku 15 lat jako DJ objazdowej grupy obsługującej londyńskie kluby. Zanim założył własną rozgłośnię WBLS, pracował dla pirackich stacji radiowych KISS FM i LWR. W 1987 r. znudzony rolą DJ-a, podjął pracę w wytwórni Music Of Life. Razem z Simonem Harrisem (rzekomym mistrzem świata w yo-yo) zawarł kontrakty z kilkoma znakomitymi wczesnymi artystami hiphopowymi z Wielkiej Brytanii (m.in. Overlord X, MC Duke, Hijack, The She Rockers i Demon Boyz). Później zaczął nagrywać dla wytwórni własny materiał. Odwiedzając rodzinę w Nowym Jorku, Derek poznał DJ-a Mister Magica, który przedstawił jego nagranie firmie Profile, zapewniając mu tym samym kontrakt licencyjny w USA.
Debiutancki singiel Dereka, "Rock The Beat", jak i kolejny, "Get Down" (w którym Derek B. pojawił się pod pseudonimem EZQ), odniosły sukces. Hip-hop w jego wykonaniu brzmiał trochę niezgrabnie w porównaniu z naturalnym nowojorskim brzmieniem, przez co megalomańskie teksty zdawały się jeszcze zabawniejsze: "Godzinami robiliśmy jedno i to samo/Zaraz potem pod prysznic, bo było nam za mało/Jeszcze przed wyjściem szepnęła mi do uszka/Tylko z tobą chcę znów pójść do łóżka" ("We kept on goin' for hours and hours/Straight after to the bathroom for a shower/Just before leaving she held me close and said/I think you're the greatest thing in bed"- "Get Down"). W 1988 r. znalazł się na brytyjskich listach przebojów z nagraniem "Goodgroove" i zyskał nagły rozgłos, biorąc nawet udział, jako jedyny raper, w koncercie Free Mandela na stadionie Wembley.
Późniejszy sukces przyniosły mu jeszcze przeboje "Bad Young Brother*' i „We've Got The Juice", nagrane dla własnej firmy Tuff Audio, którą zajmowała się wytwórnia Phonogram. Współpraca między firmami załamała się jednak, kiedy Derek podjął próbę zaostrzenia swego brzmienia. Kolejne krótkotrwałe umowy z licznymi wytwórniami nie przyniosły niczego konkretnego, chociaż współpracując z SBK pisał piosenki dla Vanilli Ice'a, który firmował je własnym nazwiskiem.
Album:
Bullet From A Gun' (Tuff Audio 1988).